# Pseudovermis
Famille
Genre
Pseudovermis, unique représentant de la famille des Pseudovermidae, est un genre de mollusques de l'ordre des nudibranches.

## Liste d'espèces
Selon World Register of Marine Species (8 janvier 2020) :
- Pseudovermis axi Marcus Ev. & Er., 1955
- Pseudovermis boadeni Salvini-Plawen & Sterrer, 1968
- Pseudovermis chinensis Hughes, 1991
- Pseudovermis hancocki Challis, 1969
- Pseudovermis indicus Salvini-Plawen & G. C. Rao, 1973
- Pseudovermis japonicus Hamatani & Nunomura, 1973
- Pseudovermis mortoni Challis, 1969
- Pseudovermis papillifer Kowalevsky, 1901
- Pseudovermis paradoxus Perejaslavtseva, 1891
- Pseudovermis salamandrops Ev. Marcus, 1953
- Pseudovermis schultzi Marcus Ev. & Er., 1955
- Pseudovermis soleatus Salvini-Plawen & G. C. Rao, 1973

## Publication originale
- Perejaslavtseva 1891 : Additions to the fauna of the Black Sea. Trudy Obschschestva Estestvo ispytatelei pri Imperatorskom Kharkovskom Universitetie (Travaux de la Société des naturalistes à l'Université Impériale de Kharkow) vol. 25, p. 235-274 (ru).